# Most Łazienkowski
Die Most Łazienkowski (zeitweise: Most im. gen. Zygmunta Berlinga; übersetzt: Łazienki-Brücke) ist eine Flussbrücke in Warschau. Sie überquert die Weichsel und verbindet die Stadtbezirke Śródmieście auf der Westseite und Praga-Południe auf der Ostseite des Flusses. Über sie verläuft die Łazienkowska-Stadtautobahn. Die Most Łazienkowski ist eine von neun Warschauer Weichsel-Straßenbrücken und war im Jahr 2018 die Zweitbefahrenste. Sie wurde in den 1970er Jahren errichtet; der Name bezieht sich auf den nahegelegenen Łazienki-Park und den dortigen Łazienki-Palast. Auf der Westseite überquert die Brücke auch den Hafen Czerniaków.

## Technische Daten
Die 424,5 m lange und 28 m breite Balkenbrücke mit fünf Tragwerken (Spannweiten 2 × 76,5 m und 3 × 90 m) basiert auf einer geschweißten und genieteten Stahlkonstruktion mit vier Hauptträgern und verfügt über eine orthotrope Deckplatte. Die in der Weichsel stehenden vier Doppelpfeiler der Brücke sowie die Trägerstrukturen am Ufer bestehen aus Stahlbeton. Sie sind nicht verkleidet.
Die Brücke führt zwei je dreispurige Fahrtrassen mit je einem schmalen Fußgängerweg, getrennt durch einen ein Meter breiten Streifen in der Mitte. Im August 2017 wurden zusätzlich beidseitig unter der Fahrbahn aufgehängte Fahrradwege eröffnet. Sie können auch als Fußwege genutzt werden und sind – anders als die obenliegenden Bürgersteige – dank ihrer Auffahrten auch barrierefrei.
An beiden Seiten der Brücke schließen sich Viadukte an, die im Westen den beim Schloss Ujazdów liegenden Agrykola-Park und im Osten die Ulica Paryska überbrücken. Die Gesamtlänge der Brücke mit diesen Viadukten beträgt rund 1200 Meter.

## Baugeschichte
Die Vorplanung zum Brückenbau lag bei Stanisław Marzyński, Józef Buchner und Stanisław Niewiadomski, die Brücke selbst wurde von einem Ingenieurteam um Jerzy Mazur entworfen. Ab 1971 fanden Vorbereitungsarbeiten für den Bau statt, der 1972 begann. Als Investor fungierte die Dyrekcja Budowy Trasy Mostowej Łazienkowskiej (Direktion für den Bau der Łazienkowska-Brückentrasse).
Die Pfeiler sowie die Widerlager der Brücke errichtete das Bauunternehmen Przedsiębiorstwo Robót Kolejowych Nr. 15, die Stahlkonstruktion installierte Mostostal. Die benötigten Stahlelemente lieferten die Unternehmen Konstal Chorzów und Huta Zabrze. Aufgrund des engen Zeitplans wurden die Bauarbeiten auch nachts durchgeführt. Das letzte Element wurde Anfang Dezember 1973 montiert. Der Bau der Brücke war am 19. Juli 1974 abgeschlossen. Die Brücke wurde – gemeinsam mit der Trasse – am 22. Juli 1974 anlässlich des 30. Jahrestages der Gründung der Volksrepublik Polen offiziell eröffnet.
Der Bau der Schnellstraße und der Brücke wurde zur Propaganda der Regierung Edward Giereks genutzt; sie wurde als achtes Weltwunder bezeichnet und die Nutzungszeit wurde auf 250 Jahre festgelegt. Neben dem Bau des Zentralbahnhofs und der westlichen Weichseluferstraße war es die größte Verkehrsinfrastruktur-Investition im Warschau der 1970er Jahre. Von 1981 bis 1998 trug die Brücke den Namen Most Łazienkowski im. gen. Zygmunta Berlinga zu Ehren des polnischen Offiziers und Politikers Zygmunt Berling.
Ab Mitte der 1970er Jahre bis zur Reform des Straßennetzes im Jahr 1985 war die Brücke Teil der Europastraße 8. Seitdem verläuft die Landesstraße 2 über sie und bis 2013 auch die Europastraße 30. Bis zur Eröffnung der Most Siekierkowski im Jahr 2002 war sie die südlichste Brücke Warschaus und gleichzeitig die verkehrsreichste – täglich nutzten sie rund 160.000 Fahrzeuge.

## Brand und Instandsetzung 2015
Am 14. Februar 2015 kam es bei Sanierungsarbeiten am unter der Fahrbahn liegenden und teilweise aus Holz bestehenden Wartungstunnel zu einem Feuerausbruch. Die dabei entstandenen hohen Temperaturen (bis zu 1000 Grad) beschädigten die darüberliegenden Stahlstrukturen der Brücke. Die Reparaturarbeiten erforderten eine monatelange Sperre der Brücke und verursachten Kosten in Höhe von 104 Mio. Złoty. Sie wurden von Bilfinger Infrastructure und PUH "Intercor" durchgeführt. Am 20. Oktober 2015 wurde sie wieder für den Verkehr freigegeben; die Brücke wurde an diesem Tag von der Warschauer Oberbürgermeisterin Hanna Gronkiewicz-Waltz im Rahmen einer Zeremonie, bei der die historische Langversion eines Fiat 125p eingesetzt wurde, wiedereröffnet. Mit einem solchen Fahrzeug war bei der Eröffnungsfeier 1974 Edward Gierek mit dem damaligen Ministerpräsidenten Piotr Jaroszewicz und dem Industrieminister Tadeusz Wrzaszczyk als erstes über die neue Brücke gefahren worden.

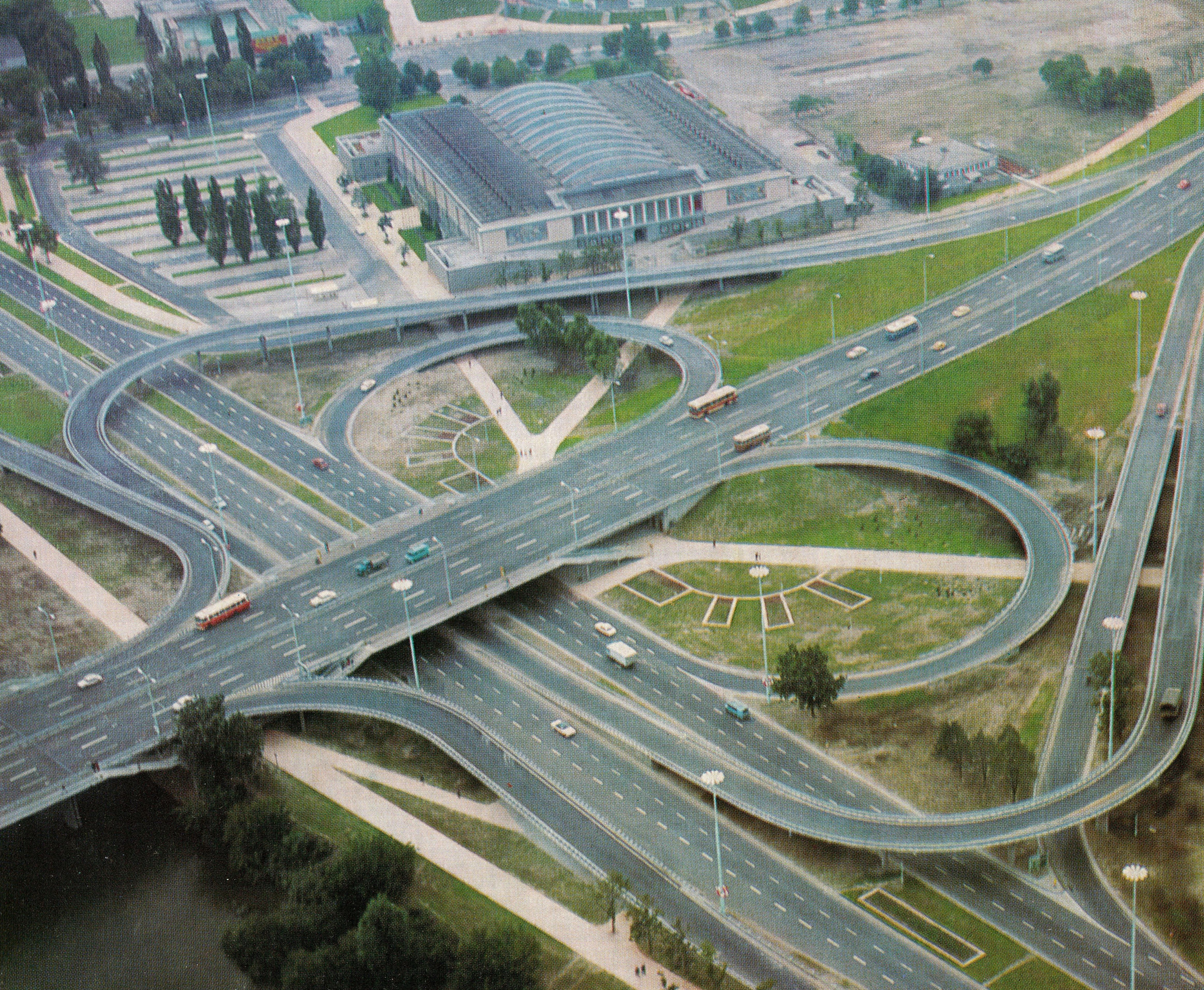
Zu- und Abfahrt zur Łazienkowska-Stadtautobahn und der Brücke auf der Westseite des Flusses, oben im Bild die Torwar-Sporthalle, Aufnahme aus den 1970er Jahren
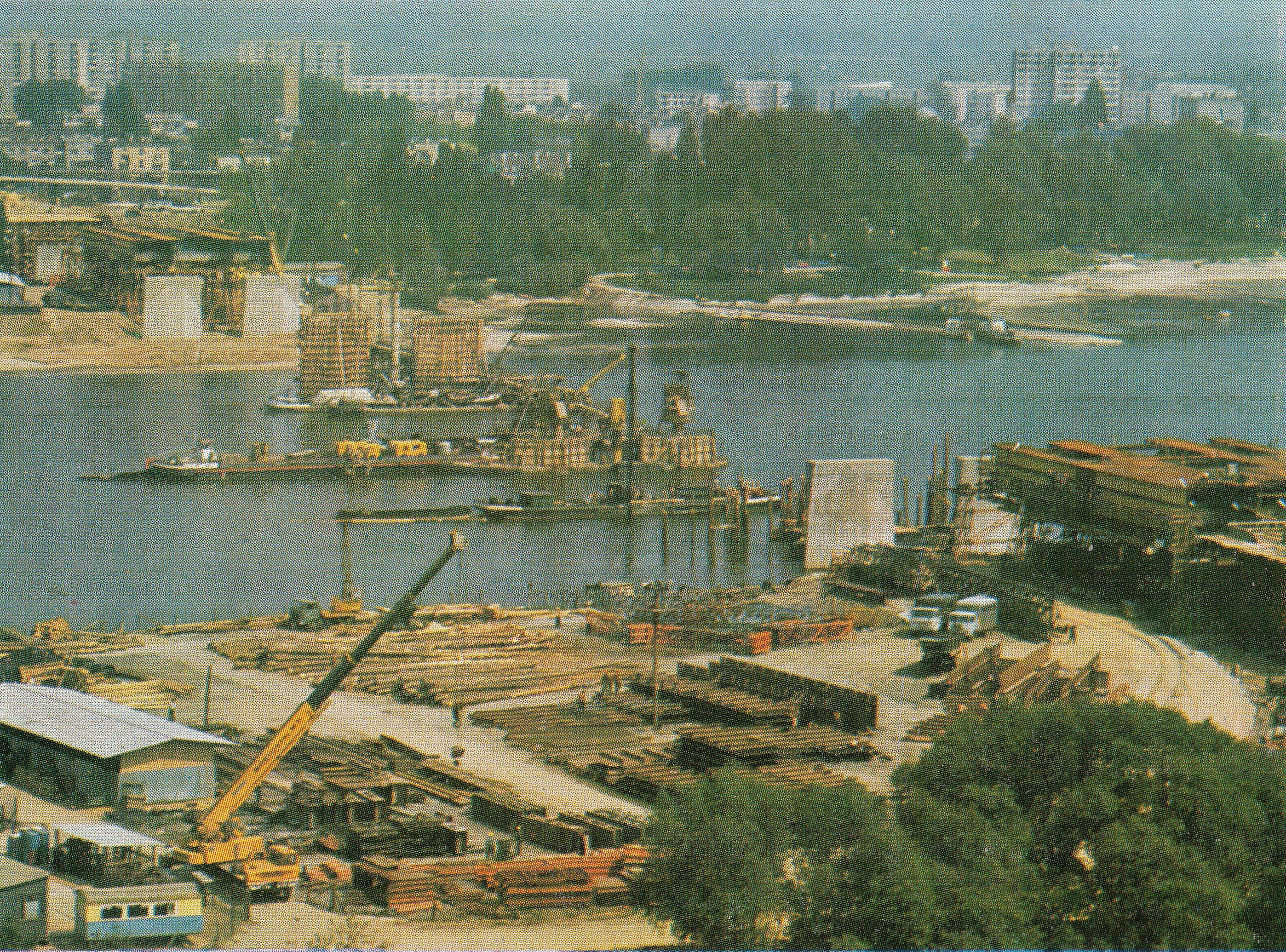
Bau der Brücke, 1972/1973
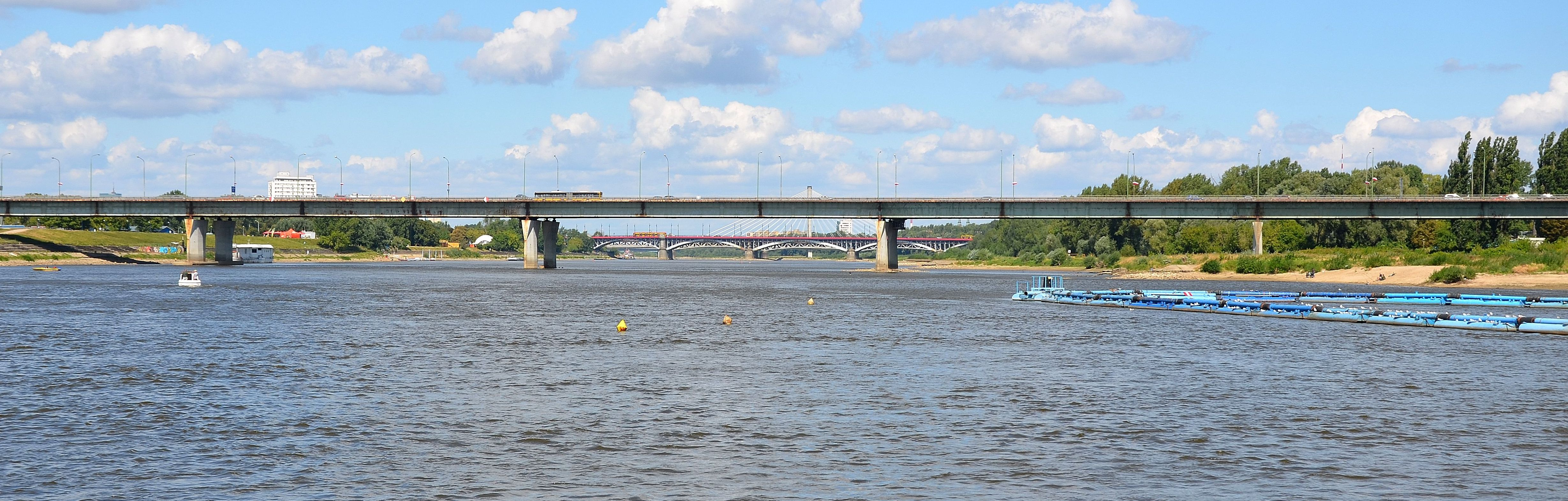
Die Südseite der Brücke, Sommer 2013